# الإعاقة في أوغندا
الإعاقة في أوغندا، تشير الإعاقة في دولة أوغندا في إفريقيا إلى الأشخاص ذوي الإعاقة، صدقت الحكومة في أوغندا عام 2008 على اتفاقية الأمم المتحدة لحماية حقوق الأشخاص ذوي الإعاقة.

## الانتشار
وفقا لتقرير تعداد السكان والمساكن في عام 2002، فإن 16% من سكان أوغندا يعانون من درجات متفاوتة من الإعاقة.
وأن معدل انتشار الإعاقة في عام 2002 كان أعلى من نسبة تعداد عام 1991، بحيث ارتفع معدل انتشار الإعاقة مع تقدم العمر من 2% بين الأطفال الذين تقل أعمارهم عن 18 عامًا إلى 18% بين كبار السن.

## الإعاقات الأكثر شيوعاً في أوغندا
- فقدان الأطراف والاستخدام المحدود لها.

- إصابات العمود الفقري.

- صعوبات السمع.

- صعوبات الرؤية.

- صعوبة الكلام ونقل الرسائل.

- التخلف العقلي والأمراض العقلية.

## التعليم
توفر الحكومة في أوغندا المدارس والتعليم المجاني للأطفال، وتعالج برامج تعليم ذوي الاحتياجات الخاصة التابعة لوزارة التعليم والرياضة، قضايا الأطفال الذين يعانون من صعوبات التعلم.
تلعب البرامج الجامعية المقدمة من الحكومة في تدريب المعلمين وغيرهم من المهنيين في مجال تعليم ذوي الاحتياجات الخاصة وإعادة تأهيلهم.

## الوضع القانوني
تعد أوغندا طرفًا في اتفاقية الأمم المتحدة لحقوق الأشخاص ذوي الإعاقة، يحظر دستور أوغندا التمييز ضد الأشخاص ذوي الإعاقة. وتعترف الحكومة أيضًا بلغة الإشارة الأوغندية كجزء من الدستور في البلاد.